# Jüdischer Friedhof (Wesel, Esplanade)
Der Jüdische Friedhof Esplanade befindet sich in der Kreisstadt Wesel in Nordrhein-Westfalen. Als jüdischer Friedhof ist er ein Baudenkmal. Rund 30 Grabsteine sind dort mindestens teilweise erhalten geblieben.

## Lage
Der Friedhof befindet sich im Westen der Weseler Innenstadt und zugleich am nordwestlichen Rand des Zitadellenviertels. Er befindet sich in einem Block zwischen Norbertstraße, der Straße Esplanade und dem Südring. Der Friedhof wird von bebauten Privatgrundstücken eingerahmt und ist von einer Mauer sowie von Hecken umgeben. Er ist nicht begehbar und nur von der Esplanade aus teilweise einsehbar. Dort befindet sich auch ein Gedenkstein mit einer Informationstafel.

## Geschichte
Erst durch Restaurierungsarbeiten im Jahr 2008 wurde ein Grabstein aus dem Jahr 1665 wiederentdeckt und somit belegt, dass der Friedhof an der Esplanade bereits zu dieser Zeit existierte. Der betreffende Grabstein erinnert an den dort beigesetzten Rabbiner David Jacobs, der seit mindestens 1623 in Wesel lebte und 1650 zum ersten Rabbiner der Landjudenschaft im Bereich des historischen Herzogtums Kleve wurde. 1880 wurde mit dem Friedhof Am Ostglacis ein neuer jüdischer Friedhof in Wesel eingerichtet. Der Friedhof an der Esplanade wurde 1891 zum letzten Mal belegt.
Die erhaltenen Inschriften deuten darauf hin, dass die Grabsteine vornehmlich über hebräischsprachige Inschriften mit hohem sprachlichen Niveau verfügten. Über 90 Prozent der einst vorhandenen Grabsteine sind allerdings zerstört worden. Seit 1988 gab es Bemühungen um die Restaurierung von Grabsteinen. Durch mehrere erfolgreiche Wiederherstellungen von Steinen im Jahr 2008 wuchs die Zahl der mindestens teilweise vorhandenen Grabsteine auf über 30 an.